# Boran von Persien

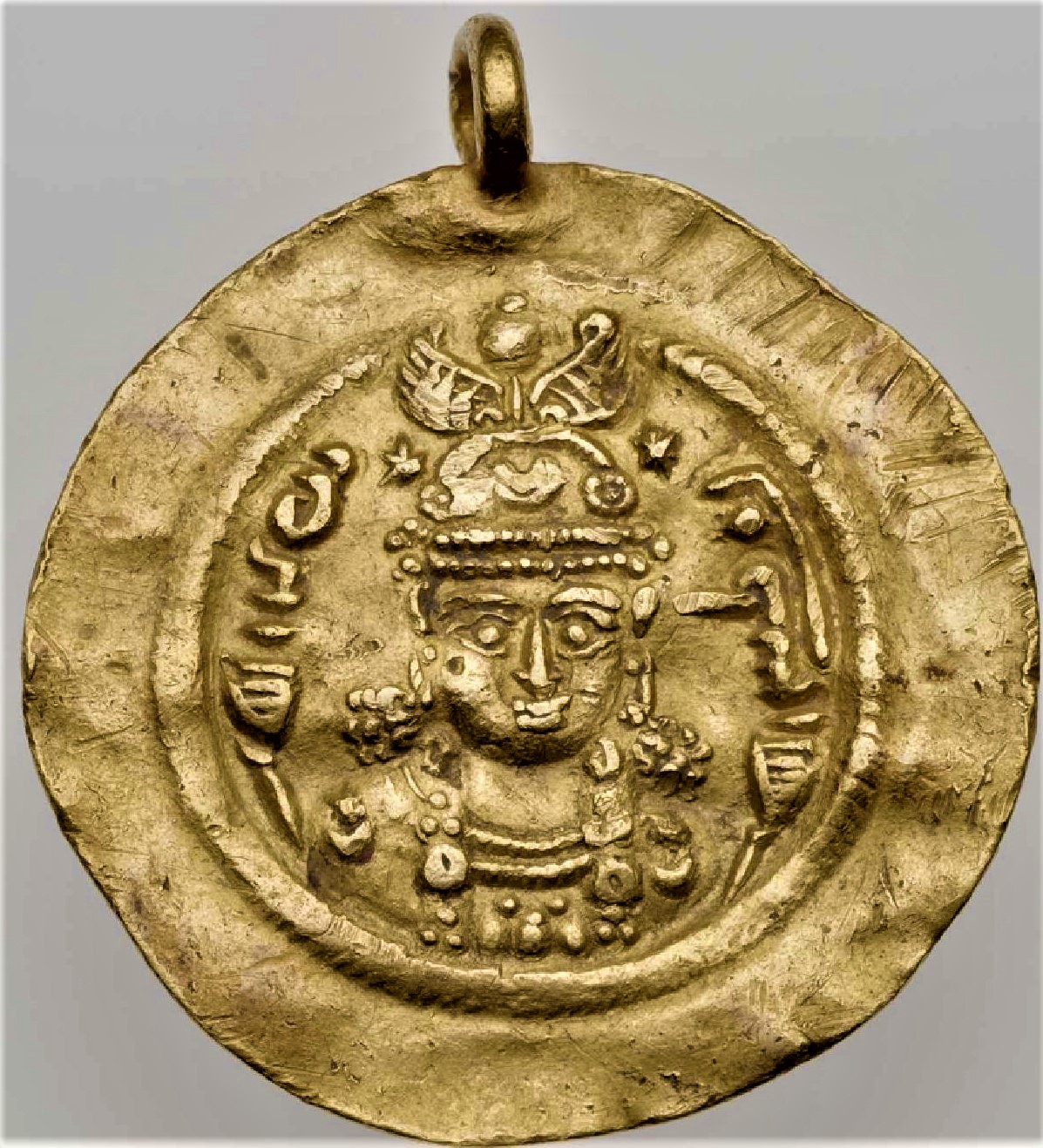
Boran, Münzbild

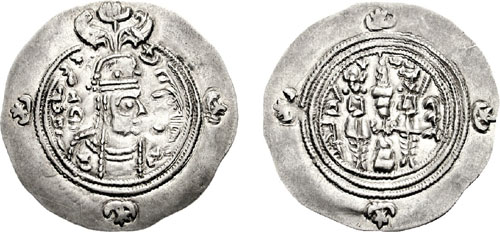
Münze der Königin Boran

Bōrān (auch Buran, Puran oder Purandokht bzw. Pūrānduxt; † Ende 631) war eine Tochter des persischen Königs Chosrau II. Sie bestieg als erste Frau den Thron des Sassanidenreiches. Ihre Nachfolgerin wurde für kurze Zeit als zweite (und letzte) Frau auf dem Sassanidenthron ihre Schwester Azarmidocht.
Eigentlich war eine weibliche Thronfolge im Sassanidenreich nicht vorgesehen, nach dem Tod von Borans Vaters Chosrau 628 herrschten aber fast anarchisch anmutende Zustände in Persien. Alle nachfolgenden Herrscher konnten sich bis 632 nur relativ kurze Zeit auf dem Thron halten. Die Quellenüberlieferung ist für diese Zeit sehr unzuverlässig, sodass die Regierungszeit Borans nicht genau zu bestimmen ist. 
Boran folgte dabei dem Usurpator Schahrbaraz nach, obwohl sie nicht seine Frau gewesen war. Wahrscheinlich war Boran die Witwe des Großkönigs Kavadh II. und könnte als solche an der Ermordung des Schahrbaraz beteiligt gewesen sein. Späteren Quellen zufolge soll sie den Mörder von König Ardaschir III. bestraft haben und nicht zuletzt deshalb auf den Thron gelangt sein, weil man nach Ardaschirs Tod keinen anderen geeigneten Nachfolger aus dem Hause Sasan gefunden habe.
Die Länge ihrer Regierungszeit variiert in den Quellen zwischen 16 Monaten (so bei Tabari) und zwei Jahren. Während ihrer Herrschaft wurde eine Gesandtschaft zum oströmischen Kaiser Herakleios entsandt. Die Königin ließ außerdem Münzen mit ihrem Porträt prägen, was ihren Herrschaftsanspruch deutlich unterstrich, da dies ein königliches Vorrecht war. Allerdings scheint ihre Stellung nicht besonders stabil gewesen zu sein. Boran starb denn schließlich auch eines gewaltsamen Todes, vielleicht durch Strangulation.